# Zhu (竺)
Zhu 竺 is een Chinese achternaam. De naam wordt in Hongkong door HK-romanisatie Chuk. Zhu 祝 staat op de 406e plaats in de Baijiaxing. Voordat de Chinese monnik Daosheng 360–434 werd, was zijn achternaam Zhu 竺. De achternaam Zhu komt meer voor, wordt met pinyin hetzelfde geschreven, maar in Chinees schrift verschillend. Daar zijn nog
- Zhu (朱), veel voorkomende achternaam
- Zhu (祝)
- Zhu (诸)